# Kanton Enne et Alzou
Der Kanton Enne et Alzou ist ein französischer Wahlkreis im Département Aveyron in der Region Okzitanien. Er umfasst 11 Gemeinden aus dem Arrondissement Villefranche-de-Rouergue. Durch die landesweite Neuordnung der französischen Kantone wurde er 2015 neu geschaffen.

## Gemeinden
Der Kanton besteht aus elf Gemeinden mit insgesamt 12.841 Einwohnern (Stand: 1. Januar 2022) auf einer Gesamtfläche von 225,12 km²:
| Gemeinde             | Einwohner 1. Januar 2022 | Fläche km² | Dichte Einw./km² | Code INSEE | Postleitzahl |
| -------------------- | ------------------------ | ---------- | ---------------- | ---------- | ------------ |
| Anglars-Saint-Félix  | 918                      | 22,22      | 41               | 12008      | 12390        |
| Aubin                | 3.465                    | 27,23      | 127              | 12013      | 12110        |
| Auzits               | 813                      | 24,34      | 33               | 12016      | 12390        |
| Belcastel            | 190                      | 10,74      | 18               | 12024      | 12390        |
| Bournazel            | 325                      | 16,35      | 20               | 12031      | 12390        |
| Cransac-les-Thermes  | 1.464                    | 6,91       | 212              | 12083      | 12110        |
| Escandolières        | 222                      | 13,50      | 16               | 12095      | 12390        |
| Firmi                | 2.333                    | 29,13      | 80               | 12100      | 12300        |
| Goutrens             | 478                      | 25,99      | 18               | 12111      | 12390        |
| Mayran               | 614                      | 15,36      | 40               | 12142      | 12390        |
| Rignac               | 2.019                    | 33,35      | 61               | 12199      | 12390        |
| Kanton Enne et Alzou | 12.841                   | 225,12     | 57               | 1206       | –            |

## Politik
| Vertreter im Departementrat | Vertreter im Departementrat        | Vertreter im Departementrat |
| Amtszeit                    | Namen                              | Partei                      |
| --------------------------- | ---------------------------------- | --------------------------- |
| 2015–                       | Hélian Cabrolier Graziella Pierini | DVG                         |